# 圖圖梅
圖圖梅是非洲南部國家博茨瓦納的村落，由中部區負責管轄，毗鄰與津巴布韋接壤邊境，距離弗朗西斯敦約100公里，村內有醫院和公立診所，2008年人口估計約17,335。
20°30′36″S 27°03′00″E / 20.51000°S 27.05000°E